# Parafia św. Franciszka Ksawerego w Barmera
Parafia św. Franciszka Ksawerego w Barmera – parafia rzymskokatolicka, należąca do diecezji Port Pirie, erygowana w 1961 roku, wydzielona z parafii Renmark.
Pierwszy kościół, położony w Lake Avenue otwarty został w 1929 roku, i służył miejscowym katolikom przez kolejne 40 lat. Obecny kościół służący jako kościół parafialny pw. św. Franciszka Ksawerego otwarty został w 1969 roku.
Na terenie parafii w Barmera działa szkoła im. św. Józefa, otwarta w 1954 roku, prowadzona przez przybyłe tam w owym roku siostry Józefitki.